# Šuškarda klasnatá
Šuškarda klasnatá (Liatris spicata) je vysoká, vytrvalá květina s až 30 cm dlouhým klasem fialových úborů, je nejčastěji pěstovaný druh rodu šuškarda. Pro neobvyklé květenství i nenáročnost na půdu a péči se vysazuje do okrasných zahrad. Květenství rozkvétají od vrcholu směrem dolů, odtud i lidové jméno „shorakvět“.

## Rozšíření
Tento druh pochází ze severoamerických plání, kde původně rostl od Massachusetts po Louisianu. Vyskytuje se tam na vlhkých loukách a světlých okrajích lesů v blízkosti bažin a močálů do nadmořské výšce 1200 m. Odtud byl postupně zaveden do kultury v Evropě, kde se tato ozdobná a odolná rostlina počala pěstovat v několika kultivarech.

## Ekologie
Šuškarda klasnatá patří mezi teplomilné rostliny, vyžadující během růstu výhřevné místo s dostatkem slunce i vláhy a hlubokou, propustnou a výživnou půdu; dobře snáší i letní sucho. Přes středoevropskou zimu je plně mrazuvzdorná, během vegetačního klidu ji prospívá sucho, zimní přemokření zvyšuje nebezpečí hniloby kořenů. Rostliny raší v dubnu a mohou zůstat na stanovišti po mnoho let, pro podporu kvetení je vhodné dodávat průběžně spotřebované živiny.

## Popis
Trsnatá trvalka s kvetoucími lodyhami vysokými 40 až 110 cm. Rostlina má kulatý neb mírně podélný hlíznatý oddenek, z kterého rostou trsy bazálních listů dlouhých 150 až 300 a širokých 5 až 10 mm. Z trsů vyrůstají pevné, vzpřímené a nevětvené lodyhy, jež jsou ve spirále porostlé přisedlými listy s čepelemi úzce kopinatými či široce čárkovitými. Listy, hustě porůstající lodyhu, bývají ve spodní části stejně velké jako bazální a směrem vzhůru se zmenšují. Všechny listy jsou bledozelené a mají tří až pět podélných žilek.
Na vrcholu olistěné lodyhy vyrůstají drobné, přisedlé, červenofialové úbory sestavené do přisedlých hlávek složených z 5 až 15 úborů. Hlávky vytvářejí 15 až 30 cm dlouhé klasnaté květenství. Válcovité úbory, až 1 cm velké, obsahují pět až osm oboupohlavných kvítků s trubkovitými, dlouhocípými korunami s výraznými čnělkami. Listeny zvonkovitého zákrovu, vyrůstající ve čtyřech až pěti řadách, jsou podlouhlé a nahoře okrouhlé. Úbory kvetou v červenci a srpnu, kvítky jsou opylovány hmyzem. Plody jsou ochmýřené nažky dlouhé asi 5 mm.
Rostliny se mohou rozšiřovat semeny (nažkami), pak ale trvá několik let než začnou kvést a mladé rostlinky nemusí mít kultivované vlastnosti rodičů. V zahradnictvích se vyšlechtěné kultivary množí dělením trsů nebo řízkováním hlízovitých oddenků po odkvětu.

## Význam
Šuškarda klasnatá je považována za volně rostoucí trvalku záhonového charakteru. V zahradnictvích se pěstují vyšlechtěné kultivary, např. 'Kobold', které jsou obvykle nižšího vzrůstu, nebývají vyšší než 60 cm a mají delší kvetoucí klasy. Vysazuji se jako solitérní rostliny nebo v malých skupinkách, které se postupně rozrůstají. Sází se na podzim ve sponu 25 × 25 cm až 35 × 35 cm do hloubky 10 cm.
Mimoto se těchto půvabných květin používá k řezu do váz, nebo se v čase nakvétání prvních vrchních úborů řežou na sušení a pak slouží pro aranžování ve floristice.
V současnosti se pěstují ve speciálních kulturách po celý rok a jsou na evropský trh dodávané rozkvetlé rostliny v různých barevných mutacích, např. fialový kultivar 'Floristan Violet', tmavě purpurový 'Picador', levandulově modrý 'Silver Tips' nebo bílý 'Alba'.

## Pěstování
Vyžaduje slunné stanoviště nebo polostín. V podmínkách ČR je druh mrazuvzdorný. Druhu vyhovuje nejlépe lehká, hlinitopísčitá, přiměřeně vlhká nebo sušší, propustná půda. Druh nesnáší nadměrné vlhko během zimního období. Přes zimu lze uchovávat hlízy v rašelině v bezmrazé chladné místnosti.
Půda má být spíše mírně kyselá. Rostliny lze snadno vegetativně rozmnožovat na jaře dělením trsů nebo na podzim kořenovými hlízkami. Druh lze množit i výsevem. Druh je považován za méně náročný pro pěstování. Hlízy jsou poškozovány hraboši.

## Galerie

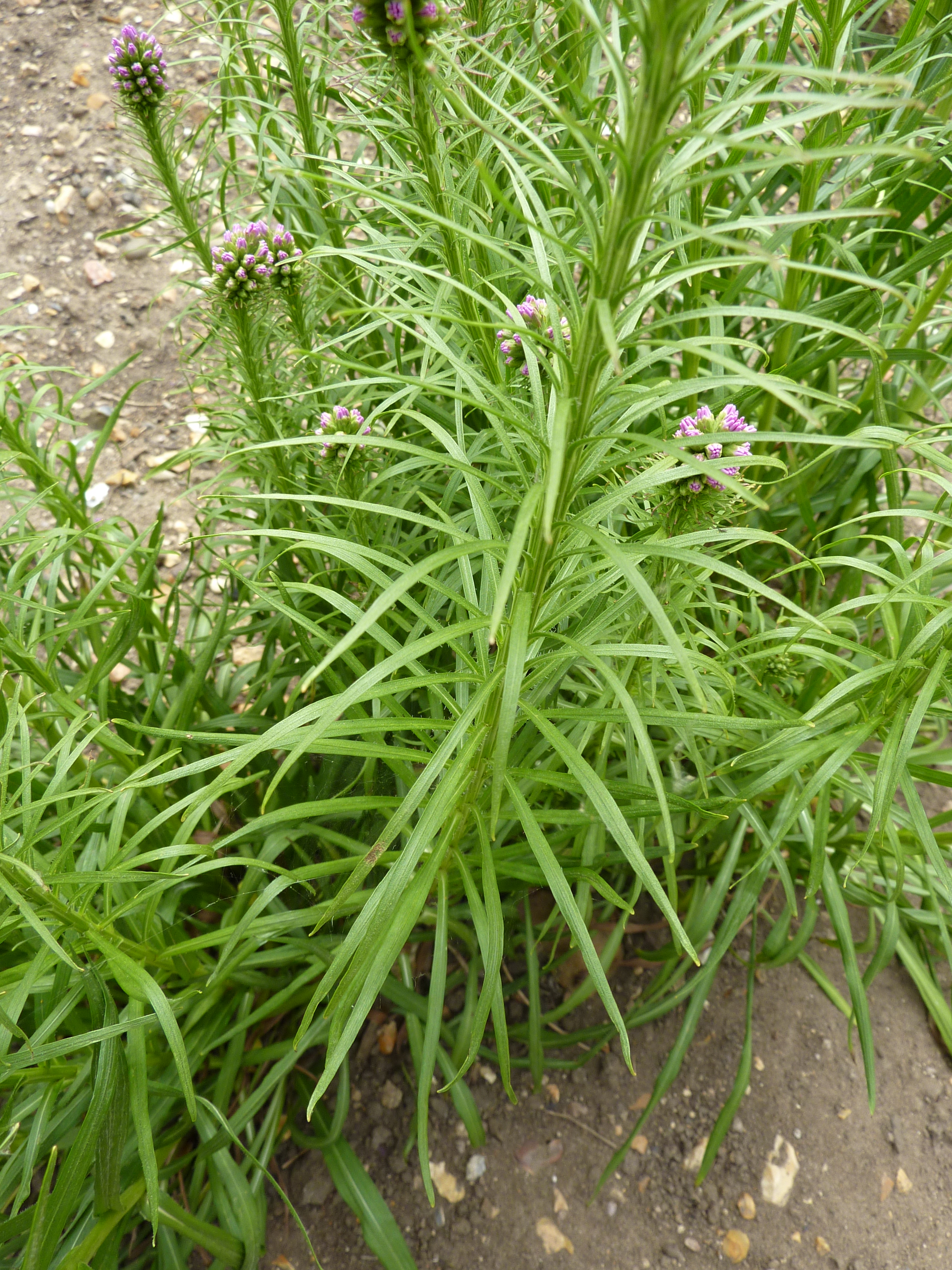
Lodyhy porostlé listy
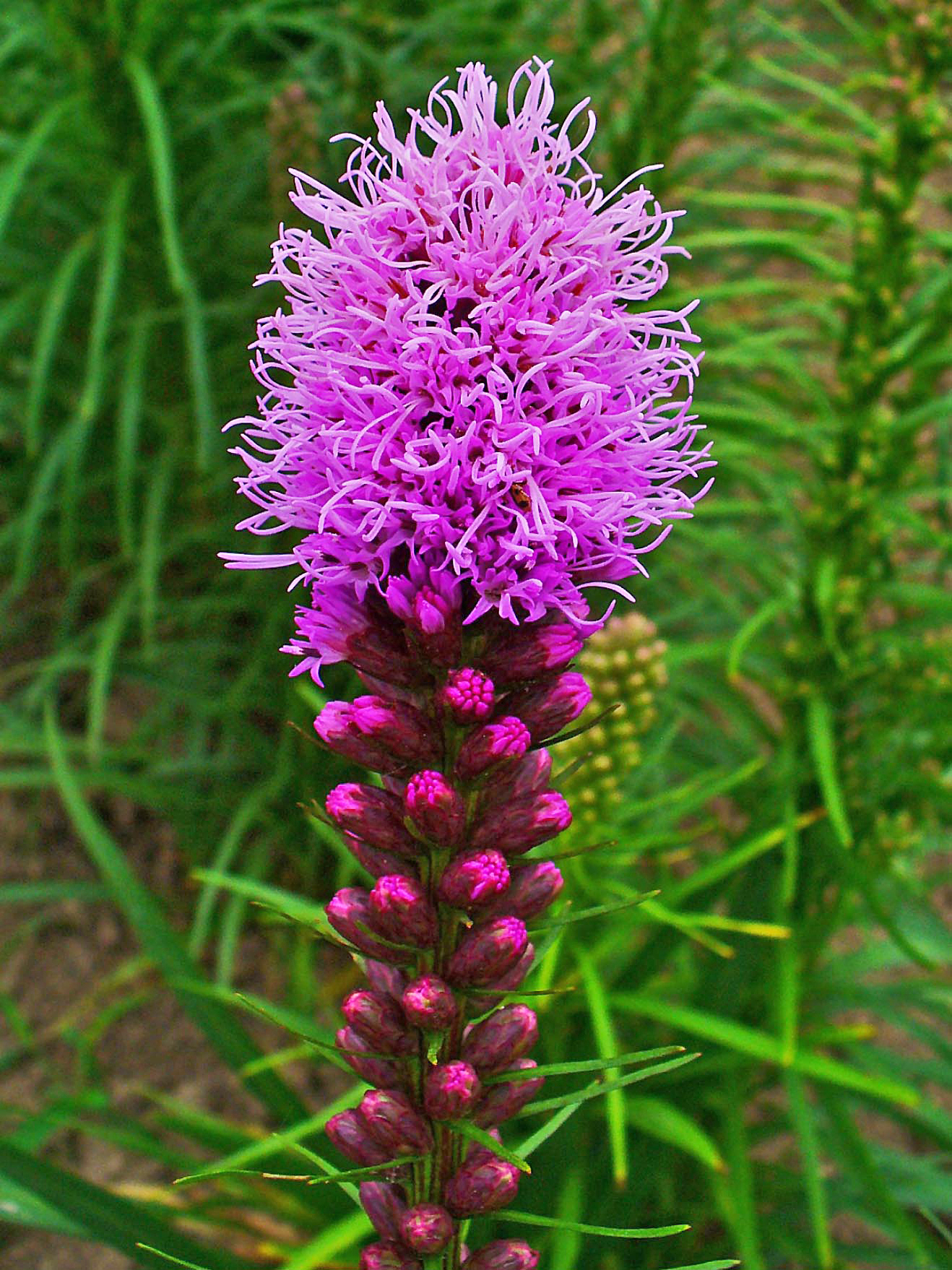
Shora rozkvetající květenství
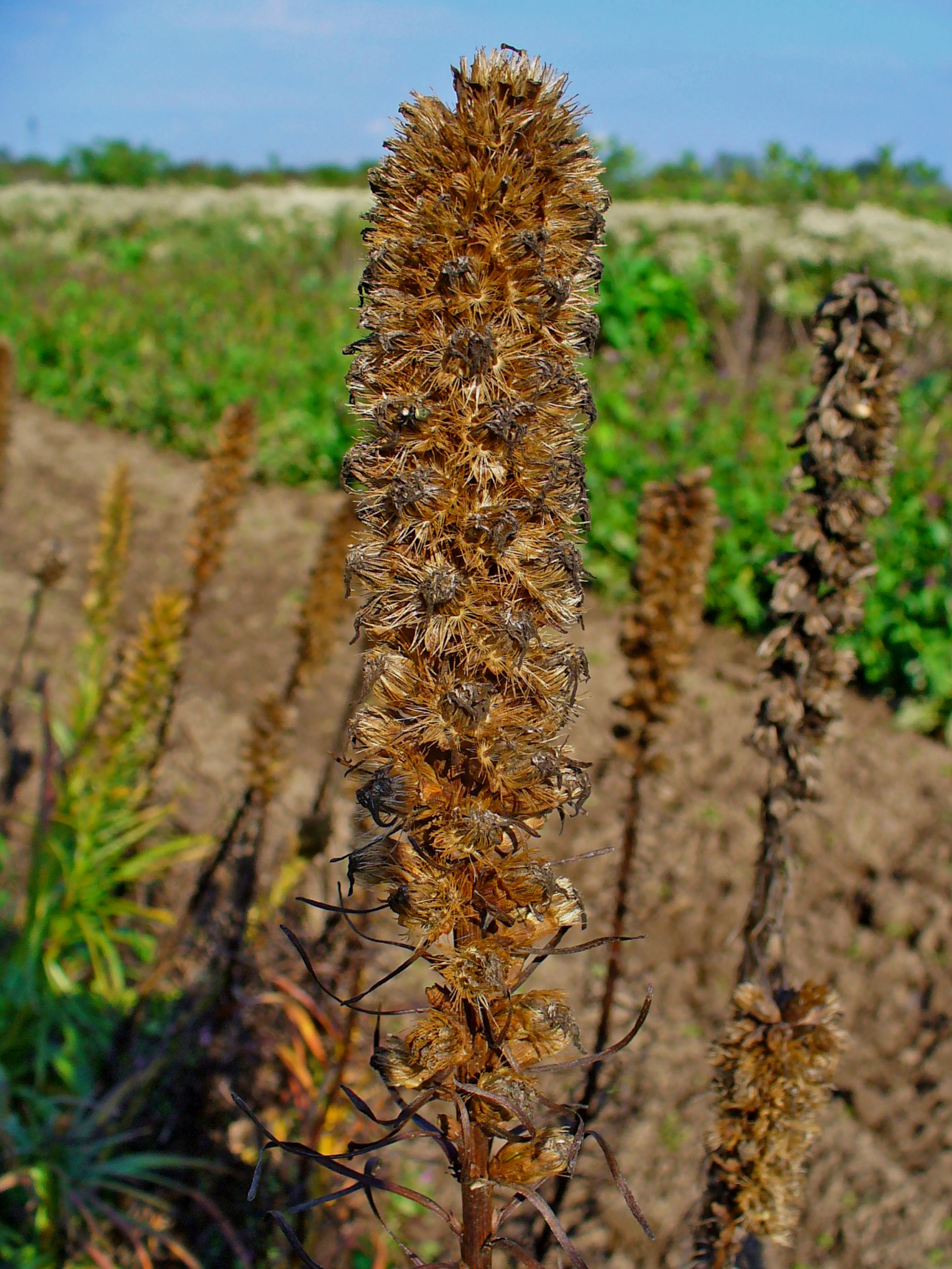
Květenství s nažkami
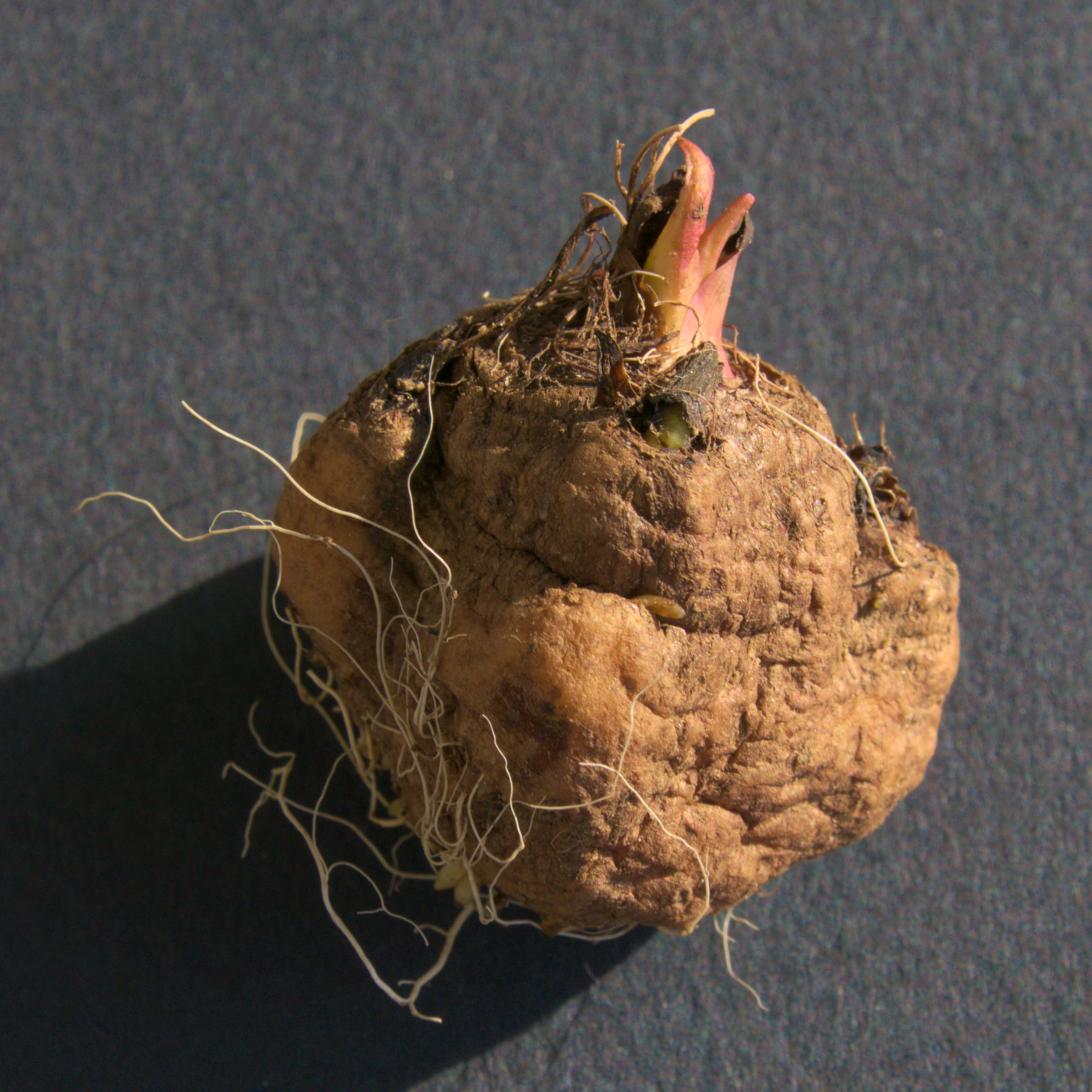
Hlíznatý oddenek